# Bu Lianshi
En aquest nom xinès, el cognom és Bu.
Bu Lianshi (morta el 238 EC), també coneguda com la Dama Bu, va ser l'esposa de Sun Quan, l'emperador fundador de l'estat de Wu Oriental; va viure durant el període dels Tres Regnes de la història xinesa.

## Biografia
Bu era originària de Huaiyin, Linhuai (en l'actualitat Huai'an, Jiangsu). Va ser parenta de Bu Zhi, un canceller de Wu Oriental. Durant els anys finals de la Dinastia Han Oriental, ella i sa mare es traslladaren a Lujiang però foren forçades a viatjar a Jiangdong després que Lujiang va ser conquerida pel senyor de la guerra Sun Ce. Bu va conèixer a Sun Quan, el qual es va sentir atret per la seva bellesa, i va esdevenir la seva concubina preferida. Va donar a llum dues filles de Sun Quan.
Quan Sun Quan es va proclamar a si mateix emperador, ell va voler instaurar a Bu com la seva emperadriu. Això no obstant, molts dels oficials de Sun sentien que la Dama Xu, la mare adoptiva del príncep hereu Sun Deng, hauria de ser l'emperadriu en el seu lloc. Sun es va negar a la petició dels seus súbdits, però ell tampoc no va fer a Bu la seva emperadriu. Encara que mai Bu va esdevenir emperadriu al llarg de la seva vida, els assistents de palau es dirigirien a ella com "emperadriu", mentre que la seva parentela es referia a ella com la "Dama Bu".
Bu va faltar en el 238 EC i va ser enterrada a Jiangling (en l'actualitat Muntanya Porpra, Nanjing). Sun Quan li va concedir el títol pòstum d'emperadriu.

## Família
- Espòs: Sun Quan
- Filles:
  - Sun Luban (孫魯班), casada amb Zhou Xun, casada posteriorment amb Quan Cong
  - Sun Luyu (孫魯育), casada amb Zhu Ju, posteriorment casada amb Liu Zuan (劉纂)